# Campeonato Panamericano de Sóftbol Masculino de 2024
El Campeonato Panamericano de Sóftbol Masculino de 2024 fue la decimosegunda edición del torneo, que tuvo como sede la ciudad de Sincelejo en Colombia, del 7 al 14 de abril de 2024. El país acogió el evento por tercera ocasión en su historia, luego de las ediciones celebradas en Medellín en 1985 y posteriormente en 2012 en la misma ciudad. Sirvió como clasificatorio a la Copa Mundial de Sóftbol Masculino de 2025, otorgando 5 plazas para este evento. Los equipos de México, Estados Unidos y Canadá, al estar clasificados automáticamente como sedes de la fase de grupos de dicho mundial, no participaron en el torneo clasificatorio continental.

## Elección de la sede
El 3 de enero de 2024 se dio a conocer la elección de la ciudad de Sincelejo, capital del departamento colombiano de Sucre, había sido seleccionada como sede del evento luego de competir con otras seis ciudades. El Estado Eduardo Porras Arrazola había sido objeto de mantenimiento capital en el segundo semestre del año anterior.

## Árbitros
Director de Árbitros:  Santos Vázquez

Asistente del Director de Árbitros:
 Roberto Pérez-León

Árbitros:
- Gustavo Castillo
- José Hernández
- Miguel Cavadía
- Miguel Santoya
- Roberto Viloria
- Jorge Ospina
- Josué Ponce
- Felipe Arteaga
- Leonard Ramírez
- Alcibiades Jaramillo
- Maykel García
- Aldo Iriarte
- Jefri Ramírez

## Formato de competición
Tras el reajuste del calendario inicial, se adopta el formato de liguilla de todos contra todos a una vuelta, donde clasifican a la copa mundial los cinco primeros lugares. A la fase final pasan los cuatro primeros lugares: el 3.º y 4.º discuten la medalla de bronce, mientras que el 1.º y 2.º discuten la final y el título panamericano. 
En caso de empate durante la fase inicial, se utilizarán como criterios de desempate los resultados particulares entre los equipos, las carreras anotadas y permitidas entre ellos y por último, las carreras permitidas globales. Se utilizarán las reglas generales del sóftbol establecidas por la WBSC, sin ninguna adaptación específica para este torneo.

## Equipos participantes
Además del conjunto local, se esperaba la participación de otros nueve equipos para disputar un sistema de dos grupos clasificatorios. Sin embargo, el 29 de marzo de 2024, la selección de Sint Marteen anuncia su retirada del evento, quedando finalmente nueve participantes. 
| Equipo                                        | Ranking | Participaciones anteriores                         | Mejor resultado            |
| --------------------------------------------- | ------- | -------------------------------------------------- | -------------------------- |
| Colombia                                      | 19      | 7 (1985, 1998, 2002, 2012, 2014, 2017, 2022)       | Quinto (2012)              |
| Argentina                                     | 4       | 8 (1989, 1998, 2002, 2006, 2012, 2014, 2017, 2022) | Campeón (2022)             |
| Costa Rica                                    | 40      | 1 (2017)                                           | 14.º (2017)                |
| Cuba                                          | 10      | 6 (1993, 1998, 2006, 2014, 2017, 2022)             | Campeón (1998)             |
| Honduras                                      | 34      | 1 (2002)                                           | 13.º (2002)                |
| Guatemala                                     | 12      | 7 (1998, 2002, 2006, 2012, 2014, 2017, 2022)       | Séptimo (2002, 2012, 2014) |
| Panamá                                        | 35      | 3 (1998, 2002, 2017)                               | 11.º (2017)                |
| República Dominicana                          | 20      | 6 (1998, 2002, 2012, 2014, 2017, 2022)             | Tercero (1998)             |
| Sint Marteen Se retira el 29 de marzo de 2024 | NR      | No participaciones previas                         | No participaciones previas |
| Venezuela                                     | 7       | 8 (1981, 1998, 2002, 2006, 2012, 2014, 2017, 2022) | Campeón (2006, 2914, 2017) |

Año en cursiva significa sede del evento. Año en negrita significa campeón del evento.

## Ronda de Apertura
Todos los juegos fueron celebrados en el Estadio Eduardo Porras Arrazola. 
| Pos | Equipo               | JJ | JG | JP | CA | CP | DC  | Dif | Calificación               |
| --- | -------------------- | -- | -- | -- | -- | -- | --- | --- | -------------------------- |
| 1   | Argentina            | 8  | 7  | 1  | 62 | 14 | +48 | -   | Final                      |
| 2   | Venezuela            | 8  | 7  | 1  | 58 | 19 | +39 | -   | Final                      |
| 3   | República Dominicana | 8  | 6  | 2  | 53 | 24 | +29 | 1   | Discusión del Tercer Lugar |
| 4   | Guatemala            | 8  | 4  | 4  | 32 | 52 | -20 | 3   | Discusión del Tercer Lugar |
| 5   | Colombia             | 8  | 4  | 4  | 24 | 28 | -4  | 3   |                            |
| 6   | Cuba                 | 8  | 4  | 4  | 34 | 24 | +10 | 3   |                            |
| 7   | Panamá               | 8  | 2  | 6  | 19 | 41 | -22 | 5   |                            |
| 8   | Honduras             | 8  | 2  | 6  | 15 | 43 | -28 | 5   |                            |
| 9   | Costa Rica           | 8  | 0  | 8  | 11 | 62 | -51 | 7   |                            |

Según criterios de desempate, Argentina derrotó 4:1 a Venezuela, Guatemala derrotó 7:2 a Cuba y 6:5 a Colombia y Panamá 3:0 a Honduras.

## Ronda Final

### Tercer Lugar
| 14 de abril de 2024 | República Dominicana | 7:0 | Guatemala | Estadio Eduardo Porras Arrazola, Sincelejo                 |                                                            |
| 12:00               |                      |     |           | Asistencia: 1236 espectadores Árbitro(s): Gustavo Castillo | Asistencia: 1236 espectadores Árbitro(s): Gustavo Castillo |

### Final
| 14 de abril de 2024 | Argentina | 4:3 | Venezuela | Estadio Eduardo Porras Arrazola, Sincelejo              |                                                         |
| 15:01               |           |     |           | Asistencia: 4326 espectadores Árbitro(s): Maykel García | Asistencia: 4326 espectadores Árbitro(s): Maykel García |

## Posiciones finales
La siguiente tabla muestra las posiciones finales de los equipos nacionales, así como los clasificados para el Mundial . 
| Pos | Equipo               | JG | JP | Resultado         | Calificación                              |
| --- | -------------------- | -- | -- | ----------------- | ----------------------------------------- |
|     | Argentina            | 8  | 1  | Medalla de oro    | Copa Mundial de Sóftbol Masculino de 2025 |
|     | Venezuela            | 7  | 2  | Medalla de plata  | Copa Mundial de Sóftbol Masculino de 2025 |
|     | República Dominicana | 7  | 2  | Medalla de bronce | Copa Mundial de Sóftbol Masculino de 2025 |
| 4   | Guatemala            | 4  | 5  | Cuarto lugar      | Copa Mundial de Sóftbol Masculino de 2025 |
| 5   | Colombia             | 4  | 4  | Ronda de Apertura | Copa Mundial de Sóftbol Masculino de 2025 |
| 6   | Cuba                 | 4  | 4  | Ronda de Apertura |                                           |
| 7   | Panamá               | 2  | 6  | Ronda de Apertura |                                           |
| 8   | Honduras             | 2  | 6  | Ronda de Apertura |                                           |
| 9   | Costa Rica           | 0  | 8  | Ronda de Apertura |                                           |

## Líderes individuales

### Bateo
| Estadística                                           | Jugador                               | Total/Avg |
| ----------------------------------------------------- | ------------------------------------- | --------- |
| Average (mínimo 2.1 comparecencias al bate por juego) | Luis Osorio Leal                      | .632      |
| Average (mínimo 2.1 comparecencias al bate por juego) | Teo Migliavaca Skladny                | .591      |
| Average (mínimo 2.1 comparecencias al bate por juego) | 4 empatados                           | .500      |
| Carreras impulsadas                                   | Luige Pinto Suárez                    | 14        |
| Carreras impulsadas                                   | Clevelan Alexander Santéliz Rodríguez | 11        |
| Carreras impulsadas                                   | Juan Cruz Zara                        | 9         |
| Home Runs                                             | Clevelan Alexander Santéliz Rodríguez | 5         |
| Home Runs                                             | Teo Migliavaca Skladny                | 4         |
| Home Runs                                             | Luige Pinto Suárez                    | 4         |

### Pitcheo
| Estadística                                                           | Jugador                      | Total/Avg |
| --------------------------------------------------------------------- | ---------------------------- | --------- |
| Promedio de carreras limpias (mínimo 2.2 entradas lanzadas por juego) | Xavier Abdel Serva Cortés    | 0.00      |
| Promedio de carreras limpias (mínimo 2.2 entradas lanzadas por juego) | Rafael Guerra Barsaga        | 0.64      |
| Promedio de carreras limpias (mínimo 2.2 entradas lanzadas por juego) | Martín Ignacio González      | 0.78      |
| Ponches                                                               | Alain Román González         | 45        |
| Ponches                                                               | Maiker Josué Pimentel Sivira | 35        |
| Ponches                                                               | Yan Carlos González          | 34        |
| Juegos ganados                                                        | Pablo Migliavaca Skladny     | 5         |
| Juegos ganados                                                        | Alain Román González         | 4         |
| Juegos ganados                                                        | Yan Carlos González          | 4         |

## Equipos clasificados alMundial
| Equipo               | Participaciones anteriores                                                                                | Mejor resultado                        | Estado                                          |
| -------------------- | --- | -------------------------------------- | ----------------------------------------------- |
| Canadá               | 17 (1966, 1968, 1972, 1976, 1980, 1984, 1988, 1992, 1996, 2000, 2004, 2009, 2013, 2015, 2017, 2019, 2022) | Campeón (1972, 1976, 1992, 2015}       | Clasificados como coanfitriones del Mundial     |
| Estados Unidos       | 17 (1966, 1968, 1972, 1976, 1980, 1984, 1988, 1992, 1996, 2000, 2004, 2009, 2013, 2015, 2017, 2019, 2022) | Campeón (1966, 1968, 1976, 1980, 1988) | Clasificados como coanfitriones del Mundial     |
| México               | 13 (1966, 1968, 1972, 1980, 1984, 1988, 1992, 1996, 2000, 2009, 2013, 2015, 2019)                         | Subcampeón (1966)                      | Clasificados como coanfitriones del Mundial     |
| Argentina            | 11 (1980, 1984, 1992, 1996, 2004, 2009, 2013, 2015, 2017, 2019, 2022)                                     | Campeón (2019)                         | Clasificados en el Campeonato Panamericano 2024 |
| Venezuela            | 11 (1966, 1992, 1996, 2000, 2004, 2009, 2013, 2015, 2017, 2019, 2022)                                     | Subcampeón (2013)                      | Clasificados en el Campeonato Panamericano 2024 |
| República Dominicana | 7 (1966, 1980, 1984, 2000, 2015, 2017)                                                                    | Quinto (1984, 2015)                    | Clasificados en el Campeonato Panamericano 2024 |
| Guatemala            | 1 (2015)                                                                                                  | 12.º (2015)                            | Clasificados en el Campeonato Panamericano 2024 |
| Colombia             | 1 (2013)                                                                                                  | 10.º (2013)                            | Clasificados en el Campeonato Panamericano 2024 |

Año en cursiva significa sede del evento. Año en negrita significa campeón del evento.